# Dionisio Mejía
Dionisio Mejía (6 gennaio 1907 – 17 luglio 1963) è stato un calciatore messicano, di ruolo attaccante.

## Carriera
In carriera, Mejía giocò per la squadra messicana dell'Atlante.
Con la Nazionale messicana, Mejía disputò il campionato del mondo 1930 giocando una sola partita. Prese parte anche alle qualificazioni al campionato mondiale di calcio 1934.